# Fenilefrin
Fenílefrín je učinkovina iz skupine alfaadrenergičnih agonistov, ki se uporablja zaradi vazokonstriktornega delovanja (oži krvne žile) v kapljicah za oči, kot dekongestiv v kapljicah ali pršilih za nos, pa tudi v zdravilih za zvišanje krvnega tlaka in lajšanje simptomov pri zlati žili. Uporablja se lahko skozi usta, v oko,  v nos, z injiciranjem v veno ali injiciranjem v mišico ter topično na koži.
Fenilefrin so patentirali leta 1927, klinično pa so ga začeli uporabljati leta 1938.

## Klinična uporaba

### Kot dekongestiv
Fenilefrin se uporablja kot dekongestiv v lokalnih pripravkih za uporabo v nosu, in sicer v kapljicah in pršilih za nos. Lajša nabreklost nosne sluznice in zamašenost nosu, pa tudi obnosnih votlin in evstahijeve cevi, ki so posledica prehladnih obolenj, sinuzitisa, alergij in drugih bolezenskih stanj.
Za enak namen se uporablja tudi v peroralnih zdravilih, zlasti v kombinaciji z drugimi zdravili za lajšanje prehladnih obolenj, predvsem s protibolečinskimi učinkovinami. Vendar pa nekatere raziskave ne kažejo na učinkovitost pri dekongestiji nosne sluznice po peroralni uporabi.

### V oftalmologiji
V kapljicah za oko se fenilefrin uporablja pred določenimi očesnimi pregledi mrežnice, saj povzroči razširitev zenice. Pogosto se uporablja v kombinaciji s tropikamidom, ki deluje sinergistično. Kombinacija se uporablja zlasti, ko sam tropikamid ni dovolj učinkovit. Uporaba fenilefrina je kontraindicirana pri bolnikih z glavkomom zaprtega zakotja. Kot midriaza|midriatik je na voljo v 2,5-% in 10-% koncentraciji. Kapljice s fenilefrinom se uporabijo v očesu po tem, ko je bil že apliciran lokalni anestetik.

### Zvišanje krvnega tlaka
Fenilefrin se zaradi vazokonstriktornega delovanja uporablja sistemsko za zvišanje krvnega tlaka pri nestabilnih bolnikih s hipotenzijo, zlasti kot posledice septičnega šoka. Takšna uporaba fenilefrina je pogosta v anesteziologiji in na oddelkih za intenzivno zdravljenje. Učinkovit je pri blaženju učinka epiduralne in subarahnoidne anestezije na znižanje krvnega tlaka in vazodilatornega učinka pri izpostavljenosti bakterijskim toksinom in kot odziva na vnetno dogajanje pri sepsi ali sindromu sistemskega vnetnega odziva.
Eliminacijski razpolovni čas fenilefrina je okoli 2,5 do 3,0 h. Klinični učinek enkratnega odmerka v obliki intravenskega bolusa traja kratek čas, zato je apliciranje treba ponavljati na 10–15 minut.

## Mehanizem delovanja
Fenilefrin svoje učinke dosega preko agonističnega delovanja na adrenergične receptorje. Deluje predvsem z neposrednim učinkom na adrenergične receptorje alfa. Pri terapevtskih odmerkih nima pomembnega spodbujevalnega učinka na srčne adrenergične receptorje beta 1, pomembna aktivacija le-teh pa se lahko pojavi ob dajanju večjih odmerkov. Fenilefrin ne stimulira adrenergičnih receptorjev beta 2 v sapnicah ali perifernih krvnih žilah.

## Neželeni učinki
Fenilefrin lahko med drugim povzroči glavobol, refleksno bradikardijo, razdražljivost, nemirnost in srčne aritmije. Njegova uporaba se ne priporoča pri bolnikih s povišanim krvnim tlakom, saj je eden od pomembnejših neželenih učinkov fenilefrina dodatno zvišanje krvnega tlaka zaradi simpatomimetičnega delovanja. V nižjih odmerkih pri lokalni uporabi v kapljicah za očeh ne izkazuje zvišanja krvnega tlaka, pri višjih odmerkih pri dajanju v oko pa lahko pride do kratkotrajnejše hipertenzije.

## Farmakokinetika
Po peroralni uporabi se obširno presnovi z delovanjem encima monoamin oksidaze, ki je prisoten na mitohondrijskih membranah celic po vsem telesu. V primerjavi z intravenskim dajanjem ima fenilefrin po peroralni uporabi manjšo in spremenljivo biološko razpoložljivost (do 38 %).